# Austrolebias nubium
Austrolebias nubium es una especie de pez ciprinodontiforme de agua dulce integrante del género de rivulinos sudamericanos Austrolebias. Habita en pequeños cuerpos acuáticos temporarios de altitudes elevadas en el centro-este de América del Sur.

## Taxonomía
Austrolebias nubium fue descrita originalmente en el año 2021 por los ictiólogos brasileños Luis Esteban Krause Lanés, Matheus Vieira Volcan y Leonardo Maltchik.
Etimología
Etimológicamente el nombre genérico Austrolebias se construye con las palabras Austro: 'austral' y Lebias: un taxón de pequeños peces. 

## Caracterización y relaciones filogenéticas
Austrolebias nubium pertenece al subgénero Acrolebias. Se distingue fácilmente de las otras especies del clado por los siguientes rasgos: el patrón de coloración del macho; presencia de melanóforos distribuidos irregularmente en diferentes partes del cuerpo; órganos de contacto que cubren el cuerpo y la aleta anal; posición de las aletas en relación con las vértebras; serie pre-opercular y serie mandibular de neuromatos unidos, además de otras características morfométricas y por poseer una mayor longitud estándar. De Austrolebias botocudo (su especie más afín), A. nubium se distingue por el patrón de coloración del macho; la longitud de los órganos de contacto en el flanco y número de órganos de contacto en las escamas de la línea lateral; el perfil dorsal de la cabeza; número de neuromatos en la serie pre-opercular + mandibular; la altura del cuerpo de la hembra y la longitud del cartílago basi-hial. También se relaciona a A. araucarianus y A. carvalhoi, ambas especies también habitan en el planalto de las Araucarias pero en latitudes menores.

## Distribución y hábitat
Austrolebias nubium es endémica del nordeste del estado de Río Grande del Sur, en el sur de Brasil. Habita en pantanos temporarios en dos localidades del sector austral del planalto de las Araucarias, en altitudes de alrededor de 1000 m s. n. m. (entre las más altas registradas para las especies del género Austrolebias), en paisajes ondulados con pastizales naturales, dentro del dominio de los bosques de araucarias misioneras o pino Paraná (Araucaria angustifolia), conformando la ecorregión terrestre selva de pino Paraná.
La zona presenta pendiente correspondiente a la alta cuenca del río Taquari-Antas, perteneciente a la hoya hidrográfica del Alto río Yacuí, que se incluye en la pendiente de la laguna de los Patos, la cual descarga en el océano Atlántico sudoccidental.
Ecorregionalmente esta especie es exclusiva de la ecorregión de agua dulce laguna dos Patos.